# كيت ستيفنز
كيت ستيفنز (بالإنجليزية: Kate Stephens)‏ هي محرِّرة وكاتِبة أمريكية، ولدت في 27 فبراير 1853 في قرية مورافيا في الولايات المتحدة، وتوفيت في 10 مايو 1938 في لورانس في الولايات المتحدة.